# Thomas Sarbacher
Thomas Sarbacher (Hamburg, 25 januari 1961) is een Duits acteur.
Hij studeerde toneel aan de Hogeschool voor Muziek en Podiumkunsten in Graz in Oostenrijk. Hij werd vooral bekend door zijn vele optredens op televisie en in speelfilms. Hij speelde echter ook veel theaterrollen. Verder leent hij zijn stem voor verschillende producties, zoals voor Angry Monk van Luc Schädler in 2005.

## Filmografie
- 1997: Freundschaft mit Herz (televisieserie)
- 1998: Mammamia (televisie)
- 1998: Girlfriends, Freundschaft mit Herz (televisieserie)
- 1999: Ärzte (televisieserie)
- 1999: Die Cleveren (televisieserie)
- 2000: Ein Scheusal zum Verlieben (televisie)
- 2001: Das Geheimnis - Auf der Spur des Mörders (televisie)
- 2001: Utta Danella - Der blaue Vogel (televisieserie)
- 2001: Sinan Toprak ist der Unbestechliche
- 2002: Edel & Starck (televisieserie)
- 2002: Mehr als nur Sex (televisie)
- 2002: Pest - Die Rückkehr (televisie)
- 2002: S.O.S. Barracuda (televisieserie)
- 2002: Tödliches Vertrauen (televisie)
- 2002: Verdammte Gefühle (televisie)
- 2002: Der Elefant – Mord verjährt nie (pilotfilm voor de serie)
- 2003: Ein starkes Team - Kollege Mörder (televisieserie)
- 2003: Jean Moulin, une affaire française (televisie)
- 2003: Der letzte Zeuge – Der Tag, an dem ein Vogel vom Himmel fiel (televisieserie)
- 2003: Wilsberg - Wilsberg und der stumme Zeuge (televisieserie)
- 2003: Die Cleveren – Alle meine Lieben (televisieserie)
- 2004: Das falsche Opfer (televisie)
- 2004: Das Zimmermädchen und der Millionär (televisie)
- 2004: Donna Leon - Sanft entschlafen (televisieserie)
- 2004: Heimspiel (korte film)
- 2004: Tatort - Waidmanns Heil (televisieserie)
- 2004-2006: Der Elefant - Mord verjährt nie (televisieserie)
- 2005: Das Duo - Blutiges Geld (televisieserie)
- 2005: Der Schatz der weissen Falken
- 2005: Lou's Waschsalon (televisie)
- 2005: Meine Schwester und ich (televisie)
- 2005: Mord am Meer (televisie)
- 2006: Der letzte Zeuge – Der Mörder meines Sohnes
- 2006: Tatort – Schattenspiele
- 2007: Bella Block - Weiße Nächte (televisieserie)
- 2007: Doppelter Einsatz - Rumpelstilzchen (televisieserie)
- 2007: Im Namen des Gesetzes - Liebeskrank (televisieserie)
- 2007: Lutter - Essen is' fertig (televisieserie)
- 2007: Tatort – Schwelbrand
- 2008: Die 25. Stunde (televisieserie)
- 2008: Im Meer der Lügen (televisie)
- 2008: Underdogs
- 2008: Das Geheimnis im Wald
- 2008: Die Welle
- 2009: Tatort – Vermisst
- 2009: Unter Verdacht – Der schmale Grat
- 2009: Tatort – Bittere Trauben
- 2009: Über den Tod hinaus
- 2009: Tatort – Um jeden Preis
- 2009: Stiller See (korte film)
- 2010: Sechs Tage Angst
- 2010: Westflug – Entführung aus Liebe
- 2010: Tatort – Schmale Schultern
- 2010: Fremdgehen
- 2010: Bella Vita
- 2010: Kommissar Stolberg – Der Freund von früher
- 2011: Die fremde Familie
- 2011: Restrisiko
- 2011: Therese geht fremd
- 2011: Mord in bester Familie
- 2011: Mein eigen Fleisch und Blut
- 2011: Marie Brand und die Dame im Spiel
- 2012: Polizeiruf 110 – Stillschweigen
- 2012: Bella Australia
- 2012: Clarissas Geheimnis, regie: Xaver Schwarzenberger
- 2012: Die letzte Fahrt
- 2012: Du hast es versprochen
- 2012: Tatort – Skalpell
- 2013: Wie Tag und Nacht
- 2013: Bella Dilemma – Drei sind einer zu viel
- 2013: Der Teufel mit den drei goldenen Haaren
- 2013: Nichts mehr wie vorher
- 2014: Der letzte Kronzeuge – Flucht in die Alpen (lelevisiefilm)
- 2014: Verhängnisvolle Nähe
- 2014: Bella Amore – Widerstand zwecklos
- 2014: Unter anderen Umständen: Falsche Liebe
- 2014: Die Chefin - Landlust (televisieserie)
- 2015: Tatort – Frohe Ostern, Falke
- 2015: Der Bozen-Krimi (misdaadserie)
- 2015: Wer ohne Spuren geht
- 2015: Solness
- 2016: Das fünfte Gebot
- 2016: Der Hafenpastor und das Blaue vom Himmel
- 2016: Jonathan
- 2016: Die Diplomatin – Das Botschaftsattentat
- 2016: Die Diplomatin – Entführung in Manila
- 2017: Der Bozen-Krimi – Am Abgrund
- 2017: Matula
- 2017: Ostwind – Aufbruch nach Ora
- 2017: Über die Grenze – Alles auf eine Karte
- 2018: Die Diplomatin – Jagd durch Prag
- 2019: A Gschicht über d'Lieb
- 2020: Das Unwort
- 2020: Unsere wunderbaren Jahre (3-delige televisiefilm)
- 2021: Tödliche Gier (televisiefilm)
- 2021: Erzgebirgskrimi – Der letzte Bissen (televisieserie)
- 2022: Der Irland-Krimi - Familienbande (televisieserie)
- 2022: Der Irland-Krimi - Preis des Schweigens (televisieserie)
- 2023: Mona & Marie – Ein etwas anderer Geburtstag (televisiefilm)
- 2023: Tatort: Kontrollverlust (televisieserie)